# Cheironitis sterculius
Cheironitis sterculius là một loài bọ cánh cứng trong họ Bọ hung (Scarabaeidae).